# 阿热维尔
阿热维尔（法語：Hagéville，法語發音：[aʒevil]）是法国默尔特-摩泽尔省的一个市镇，属于布里埃区。

## 地理
阿热维尔（49°1'55"N, 5°51'41"E）面积8.94 平方千米，位于法国大東部大區默尔特-摩泽尔省，该省份为法国东北部内陆省份，是洛林的一部分，北邻比利时、卢森堡，北起顺时针与摩泽尔省、下莱茵省、孚日省和默兹省接壤。
与阿热维尔接壤的市镇（或旧市镇、城区）包括：尚布莱-比西耶尔、当维图、多马坦拉绍塞、圣于连莱戈尔兹、克松维尔、拉绍塞。

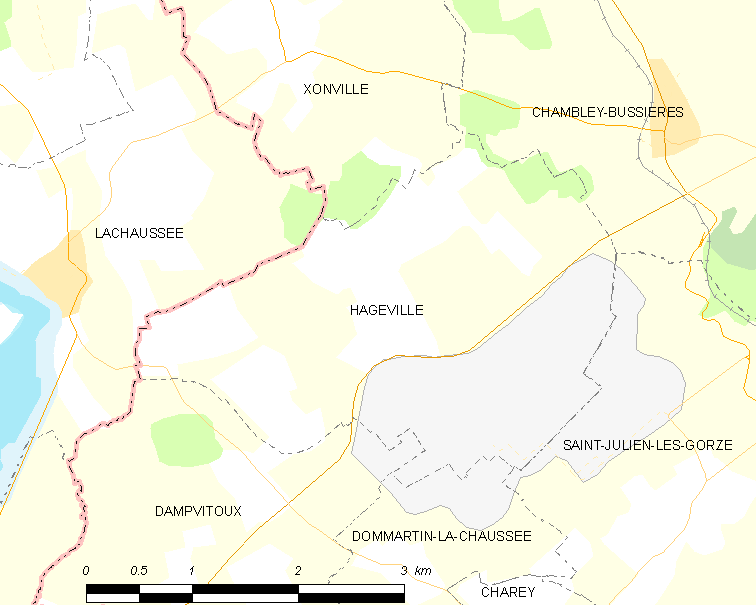
阿热维尔的OSM定位图

阿热维尔的时区为UTC+01:00、UTC+02:00（夏令时）。

## 行政
阿热维尔的邮政编码为54470，INSEE市镇编码为54244。

## 政治
阿热维尔所属的省级选区为雅尼县。

## 人口

1962-2008年间阿热维尔人口变化图示

阿热维尔于2022年1月1日时的人口数量为110人。